# 哥吉拉對黑多拉
《哥吉拉對黑多拉》（日文原名：ゴジラ対ヘドラ）是1971年上映的日本特攝電影，哥吉拉系列電影的第11部作品；臺灣版VHS錄影帶片名譯作《泥獸大戰噴火龍》、《變形大怪獸》等。電影於1971年7月24日作為「東寶冠軍祭」的主節目上映。

## 概述
本作是圓谷英二去世後首部製作的哥吉拉電影，也是昭和系列的新起點。在特效部門又改組縮編的情況下，製作人田中友幸在進行哥吉拉系列新作時，找上曾擔任過助導的坂野義光擔綱本作導演，更使得《哥吉拉對黑多拉》成為他執導的唯一一部哥吉拉電影。
由於其獨特的环境保护主义主題，它成為了該系列中最獨具一格的作品，雖然劇中哥吉拉的飛行場景一直備受爭議，但它至今依然也擁有狂熱的人氣。作為時代背景以及經濟成長帶來的環境汙染，製作團隊特地以當時趨勢的話題「四日市市綜合工廠空氣污然事件」和「田子之浦港污染事件」作為主題，並藉由從田子之浦港的污染海域中誕生的怪物，擴散毒氣與汙泥的公害怪獸「黑多拉」，和怪物王「哥吉拉」展開激烈對戰。此外劇中也出現包含迷幻文化、年輕人文化等時下元素，並在電影中段插播以污染為主題的動畫，故事中另一個特點是將出現現實世界出場的自衛隊，而非像常規作品中所設定的虛構組織「國防軍」。
在當時春季、夏季和冬季舉辦“東寶冠軍祭”上，主要皆會播映一部舊哥吉拉電影的重新編輯版。《哥吉拉對黑多拉》作為暑期娛樂而製作的作品，成為自《哥吉拉·迷你拉·加巴拉 全體怪獸大進擊》後兩年來第一部的新哥吉拉電影。由於同年出現了第二次怪獸熱潮，在《哥吉拉對黑多拉》上映後，也推助了包含《电子分光人》 、《歸來的超人力霸王》、《假面騎士》等特攝電視節目的製作。
負責這部作品的導演的坂野義光曾特地為續集《哥吉拉對黑多拉 II》撰寫一篇新情節，由於他在2017年去世，所以該部續集的規劃最終並沒有實現。在美國，《哥吉拉對黑多拉》以《GODZILLA vs The SMOG MONSTER》為標題上映，在其他國家則是以《Godzilla vs. Hedorah》為標題發行。

## 劇情概要
由於環境嚴重的汙染，使得宇宙中的礦物受到突變成為黑多拉，並且造成極大的破壞，人類對黑多拉根本束手無策，而哥吉拉也費盡了極大的心思跟他戰鬥，最後人類與哥吉拉一同戰勝了黑多拉。

## 登場怪獸
- 怪獸王 哥吉拉
- 公害怪獸 黑多拉

## 演員
- 矢野徹：山内明（日语：山内明）
- 矢野研：川瀬裕之（日语：川瀬裕之）
- 矢野敏江：木村俊恵（日语：木村俊恵）
- 富士宮三紀：麻里圭子（日语：麻里圭子）
- 毛内行夫：柴俊夫（日语：柴本俊夫）
- 伍平爺爺：吉田義夫（日语：吉田義夫）
- 黑多拉：薩摩劍八郎
- 哥吉拉：中島春雄
- 自衛隊幹部将校：鈴木治夫（日语：鈴木治夫 (俳優)）
- 自衛隊技術将校：勝部義夫（日语：勝部義夫）
- 学者：岡部正（日语：岡部正）
- 民衆[1][2][3]：小川安三（日语：小川安三）
- 巡査：大前亘（日语：大前亘）
- 下士官：小松英三郎（日语：小松英三郎）
- 打麻將的男人[3]：宇留木康二（日语：宇留木康二）
- 通信員：由起卓也（日语：由起卓也）
- 直升機飛行員：権藤幸彦（日语：権藤幸彦）
- 若者：剛たつひと（日语：中沢治夫）
- 廣播員B：渡邊謙太郎（日语：渡辺謙太郎）（TBS）
- 廣播員A：岡部達（日语：岡部達）（TBS）

※以下為串場出演者
- 麻雀の客[1]：今井和雄（日语：今井和雄）、門脇三郎（日语：門脇三郎）、篠原正記（日语：篠原正記）、桂伸夫（日语：桂伸夫）
- 民衆[1]：草間璋夫（日语：草間璋夫）、生方壮児（日语：生方壮児）
- 鳶職[1][5]：加藤茂雄（日语：加藤茂雄）
- 下士官[1]：岡豊（日语：岡豊）
- 地下客人：川北紘一[6][7]

## 製作人員
- 監製：田中友幸
- 監督：坂野義光
- 特技導演：中野昭慶
- 劇本：馬淵薫、坂野義光
- 音樂：真鍋理一郎

## 本作品的評價與定位
在1978年出版的《有史以來最糟糕的五十部電影（以及他們是如何做到的）》中，《哥斯拉對黑多拉》被入選為其中之一。坂野對次的看法則表示他對此並不滿意，但澤在自己的書中寫道：「很榮幸被選為100年電影史中，名列最「糟糕」的五十部電影的資格。」。
《哥斯拉對黑多拉》上映時被批評為“世界最差50部”中的「Z級的愚作」，但隨著時間的推移，人們開始關注充分利用片中的諷刺動畫和影響，以表達反污染電影、社會諷刺的要素。並在系列電影中越受歡迎，在2014年由《映画秘宝》舉辦的哥斯拉寶藏大選！”中，《哥斯拉對黑多拉》排在《金剛對哥吉拉》和《哥吉拉 (1954年)》之後，排名第三。
CM導演松宏彰曾表示，在電視節目策劃中以“巨型特攝”為主題拍攝玉城蒂娜時，就深受這部作品的影響。。

## 主題歌
「かえせ! 太陽を」
作詞 - 坂野義光 / 作曲 - 眞鍋理一郎 / 編曲 - 高田弘 / 歌 - 麻里圭子 with Honey Nights & ムーンドロップス

## 外部連結
- ゴジラ対ヘドラ - 東宝WEB SITE （页面存档备份，存于）
- ゴジラ対ヘドラ - 日本电影数据库
- ゴジラ対ヘドラ - allcinema
- AllMovie上《Godzilla vs. the Smog Monster》的资料（英文）
- 互联网电影数据库（IMDb）上《Godzilla vs. the Smog Monster》的资料（英文）